# Andrea Sassetti
Andrea Sassetti (Fermo, 14 febbraio 1960) è un imprenditore italiano.
Nato a Fermo e cresciuto a Monte San Pietrangeli, Andrea Sassetti è designer di scarpe e proprietario dell'azienda di moda italiana Andrea Moda, un marchio di scarpe da donna di alta gamma. 
È stato anche brevemente proprietario di una squadra di corse automobilistiche di Formula 1, Andrea Moda Formula, nel 1992.
Riusci' sorprendente a qualificarsi nel 1992 al gran premio di Montecarlo con la monoposto guidata dal pilota brasiliano Moreno.

## Biografia
Le origini della fortuna di Sassetti rimangono confuse. Alcuni suggeriscono che abbia vinto una somma enorme giocando a poker negli anni '80, altri accennano a legami con la mafia e il commercio illegale. Secondo un'intervista telefonica pubblicata su internet, Sassetti è nato in una famiglia di contadini poveri che si è arricchita lavorando e guadagnando denaro attraverso il gioco d'azzardo.

### Andrea Moda Formula
Durante la preparazione per il campionato mondiale di Formula 1 del 1992, la sede della Andrea Moda Formula venne installata nelle ex officine del team Coloni, a Passignano sul Trasimeno, in Provincia di Perugia.
La nuova scuderia, che contava circa quaranta dipendenti, continuò ad utilizzare i materiali di vecchie scuderie e, secondo diversi osservatori, Sassetti aveva pochissimi, se non nessuno, finanziamenti aggiuntivi investiti nel miglioramento dell'infrastruttura, il che avrebbe potuto denotare una mancanza di serietà nel nuovo assetto da corsa.
Nel gennaio 1992, per completare il suo staff agonistico, Sassetti si propone di assumere, tra gli altri, un meccanico e un camionista che lavoravano presso il suo calzaturificio.

### L'arresto del 1992
Nel 1992, durante il Gran Premio del Belgio, Sassetti venne arrestato dalle autorità belghe, ricercato da tutte le autorità europee grazie ad un mandato di cattura internazionale emesso dalle autorità italiane. L'accusa fu di false fatturazioni relative alla sua attività imprenditoriale. Le forze dell'ordine pignorarono anche parte del materiale a causa delle insolvenze dei fornitori.
Al successivo Gran Premio d'Italia, la FIA escluse la Andrea Moda Formula dalla competizione del Mondiale, a causa dei danni d'immagine che sia la scuderia che il presidente stavano causando alla massima competizione automobilistica.
Sassetti tentò comunque di entrare nel paddock monzese attraverso una richiesta formale inoltrata alle autorità italiane; il camion della scuderia entrò di notte nel circuito grazie ad un'ordinanza del Tribunale ma la FIA, attraverso svariati avvocati, bloccò Sassetti e i suoi piloti.
Quando venne rilasciato disse che l'arresto venne eseguito a causa della mancanza di un pagamento riguardanti un carico di bulloni.

### Dopo la Formula 1
Nel 1992 un sospetto caso di incendio doloso distrusse la discoteca di Sassetti sulla costa orientale dell'Italia, e mentre fuggiva dalle fiamme, un uomo armato gli sparò, ma fallì.
Ora gestisce ristoranti e discoteche ed è coinvolto nel settore delle costruzioni. Ancora interessato allo sport era in possesso fino all'inizio degli anni duemila di una delle sue vetture originali Andrea Moda S921 che a volte usava nel Circuito di Misano,